# Éva Erdős
Dans le nom hongrois Erdős Éva, le nom de famille précède le prénom, mais cet article utilise l’ordre habituel en français Éva Erdős, où le prénom précède le nom.
Éva Erdős, née le 28 juillet 1964 à Budapest, est une ancienne handballeuse hongroise, évoluant au poste d'arrière gauche.
Vice-championne du monde en 1995 puis médaillée de bronze aux Jeux olympiques d'Atlanta en 1996, elle est l'une des meilleures joueuses hongroise du début des années 1990 et est la deuxième joueuse la plus capée de l'équipe nationale de Hongrie derrière Marianna Nagy. En 1998, elle est recrutée par l'AS Bondy.

## Palmarès

### Sélection nationale
Jeux olympiques
- Médaille de bronze aux Jeux olympiques d'été de 1996 à Atlanta

Championnat du monde
- 8e place au Championnat du monde 1986
- 7e place au Championnat du monde 1993
- Médaille d'argent au Championnat du monde 1995
- 9e place au Championnat du monde 1997

Championnat d'Europe
- 10e place au Championnat d'Europe 1996

### Club
Compétitions internationales
- Finaliste de la Ligue des champions en 1993 et 1994

Compétitions internationales
- Vainqueur du Championnat de Hongrie (5) : ?

### Distinctions individuelles
- meilleure buteuse du Championnat de Hongrie en 1990
- élu meilleure handballeuse de l'année en Hongrie en 1993
- deuxième joueuse la plus capée de l'équipe nationale de Hongrie derrière Marianna Nagy[2]